# Umba
Umba (rusky Умба) je řeka na Kolském poloostrově v Murmanské oblasti v Rusku. Je 123 km dlouhá. Její povodí má rozlohu 6250 km².

## Průběh toku
Umba odtéká z jezera Umbozero a protéká Kapustnými jezery, Kanozerem (pod ním se rozděluje na tři ramena) a Pončozerem. Na dolním toku přijímá zleva řeku Vjalu přitékající z Vjalozera. Na řece je mnoho peřejí. Umba ústí do Kandalakšského zálivu Bílého moře. V ústí řeky do moře se rozkládá Umba, tzv. sídlo městského typu, které je administrativním centrem a největší obcí v Terském okrese Murmanské oblasti.

## Vodní režim

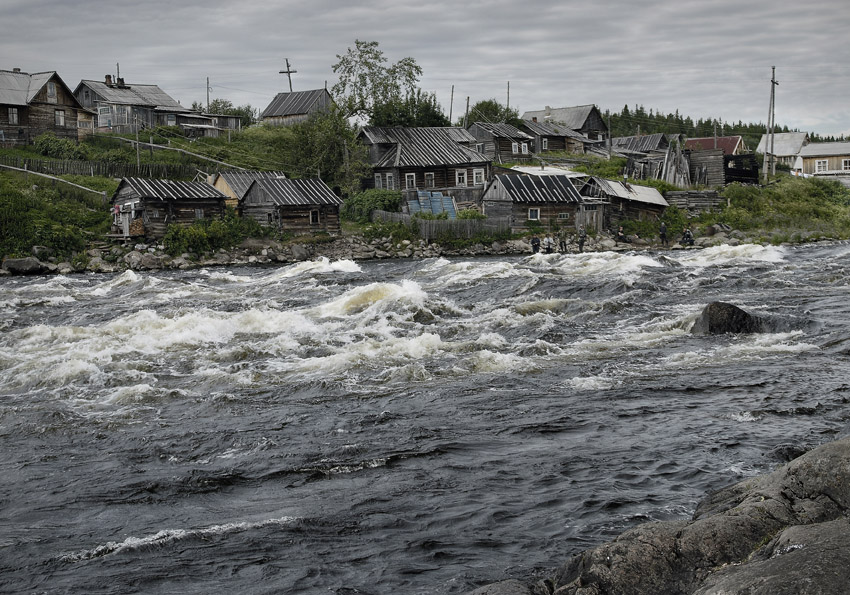
Vesnice Stará Umba na pravém břehu řeky u jejího ústí do Kandalakšského zálivu

Zdroj vody je sněhový a dešťový. Vyšší vodní stavy nastávají od května do listopadu. Průměrný průtok je 78,2 m³/s. Zamrzá na konci října až v polovině prosince a rozmrzá v květnu až v červnu.

## Využití
Po řece se splavuje dřevo. Z jezera Indel (povodí řeky Varzugy) odtéká přítok Umby, po kterém se splavuje dřevo. V řece se třou lososi. Umba je využívaná pro vodní turistiku.